# Kirche im Walde

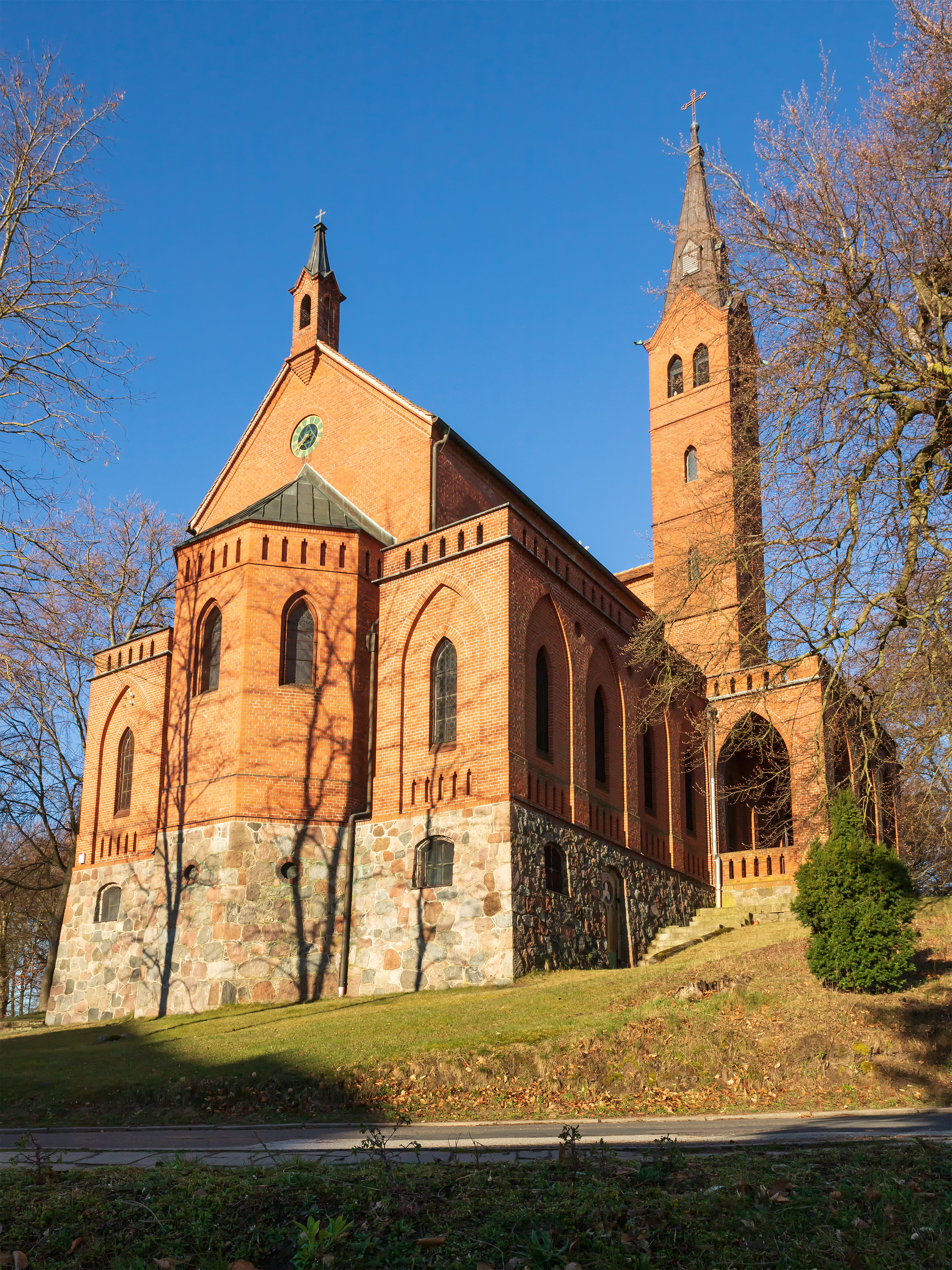
Ostseite der Kirche

Die Kirche im Walde ist eine evangelische Kirche im Stil des Historismus im Badeort Heringsdorf auf der Ostsee-Insel Usedom in Mecklenburg-Vorpommern. Sie ist die Kirche der Kirchengemeinde Heringsdorf in der Propstei Pasewalk im Pommerschen Evangelischen Kirchenkreis der Evangelisch-Lutherischen Kirche in Norddeutschland. Bis 2012 gehörte sie zum Kirchenkreis Greifswald der Pommerschen Evangelischen Kirche. Eine Besonderheit der Kirche ist der Davidstern in der Kirchenuhr am Ostgiebel.

## Geschichte
Mit der Ahlbecker Kirche gehört die Kirche von Heringsdorf zu den Kirchengebäuden, die im 19. Jahrhundert in den sich schnell entwickelnden Badeorten auf Usedom entstanden. Die Waldkirche in Bansin, die 1939 vollendet wurde, verdankt ihre Entstehung ebenfalls dem Bädertourismus. Das Gelände für die Kirche im Walde am Kulm oberhalb des Seebades überließ der Kirchengemeinde, die zunächst zum Pfarrsprengel von Benz gehörte, der als Gründer von Heringsdorf geltende Georg Bernhard von Bülow (1768–1854). Ihm gehörte das Rittergut Gothen; er baute eine der ersten Villen im Stil der Bäderarchitektur, die heutige Villa Achterkerke, sowie das Weiße Schloss. Heringsdorf bildete ab 1890 zusammen mit dem Dorf Gothen und mit Neuhof eine eigene Gemeinde.
Ludwig Persius (1803–1845), ein Schüler Karl Friedrich Schinkels, plante den Kirchenneubau, konnte ihn aber selbst nicht mehr verwirklichen. Der Bauingenieur Otto Baensch übernahm die Ausführung. Die Mittel kamen durch Sammlungen zustande, die von König Friedrich Wilhelm IV. unterstützt wurden. Geld spendeten Heringsdorfer Bürger, aber auch Badegäste, zu denen in Heringsdorf adelige Familien und viele wohlhabende jüdische Gäste aus Berlin gehörten. Ein Beispiel für die Unterstützung des Bauvorhabens durch adlige Badegäste ist die 1846 im Verlag C.H.Schröder erschienene und bei H. Delius in Berlin gedruckte Bilderfolge 12 Ansichten von Heringsdorf nach der Natur gezeichnet im Jahre 1844. Die von Carl Julius Henning angefertigten Lithografien entstanden nach 1844 geschaffenen Vorlagen der Zeichnerin Wilhelmine Auguste von Schack. Die Erlöse aus dem Verkauf der Heringsdorf-Ansichten flossen in den Kirchenbau. Am 3. September 1848 wurde die Kirche, ein Saalbau mit Vorhalle, geweiht.
Die Heringsdorfer Kirche gehörte zuerst zur Parochie Benz. 1890 wurde Heringsdorf mit Neuhof, Neukrug und Gothen ausgegliedert und bildete eine eigene Kirchgemeinde. Diese wurde mit der aus der Swinemünder Parochie ausgepfarrten Kirchgemeinde Ahlbeck unter einem gemeinsamen Pfarramt in Heringsdorf zu einer selbständigen Parochie vereinigt. Die Kirche war patronatfrei.
1914 wurde die Kirche an den Längsseiten erweitert; hölzerne Emporen wurden eingefügt und die Sakristei verlegt. Ottokar Schmieder aus Berlin schmückte die Kirche mit Rankenmalerei aus. Sie wurde nach 1969, als die Kirche grundlegend saniert wurde, wieder entfernt.

## Ausstattung

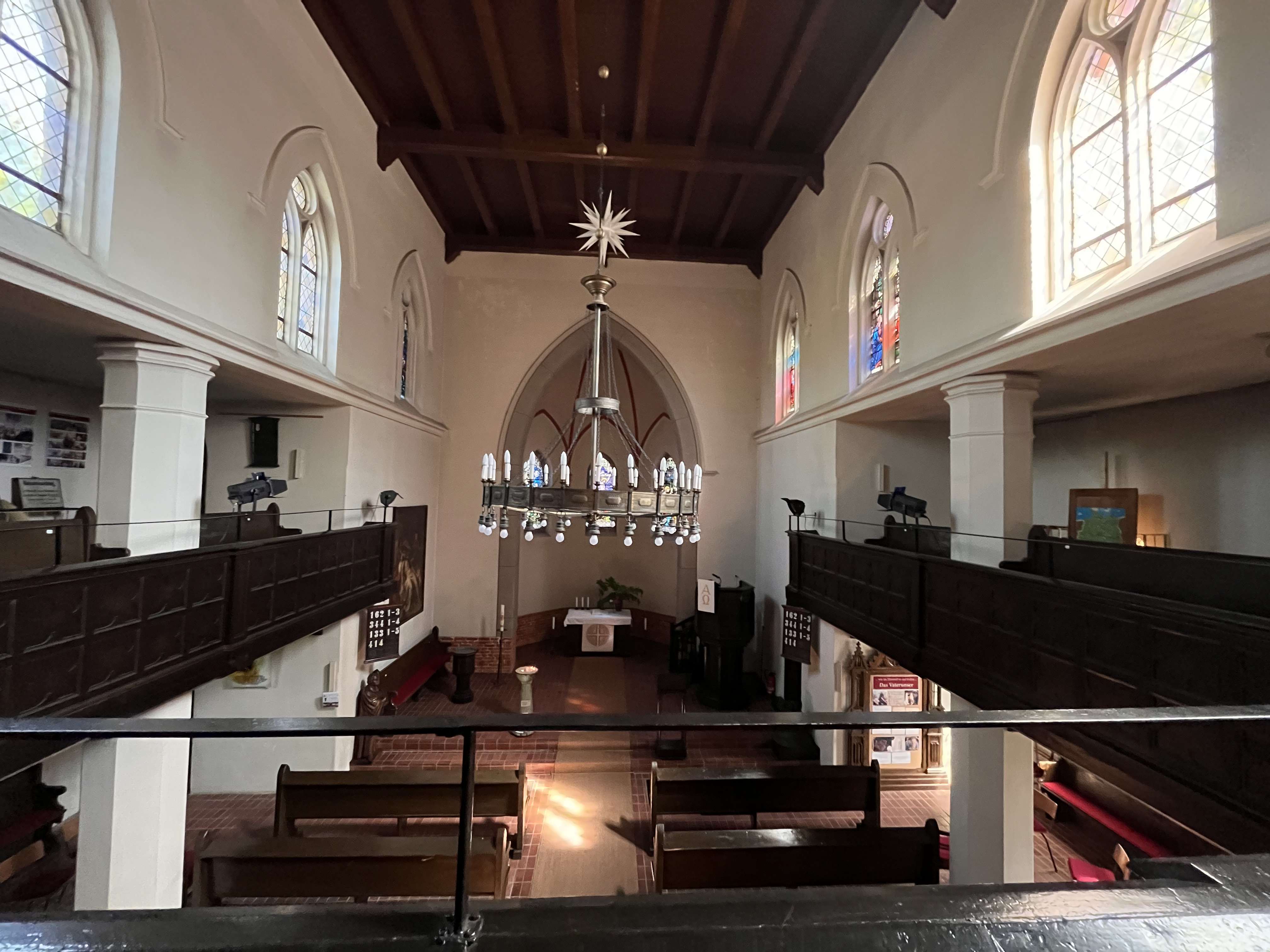
Blick in den Altarraum

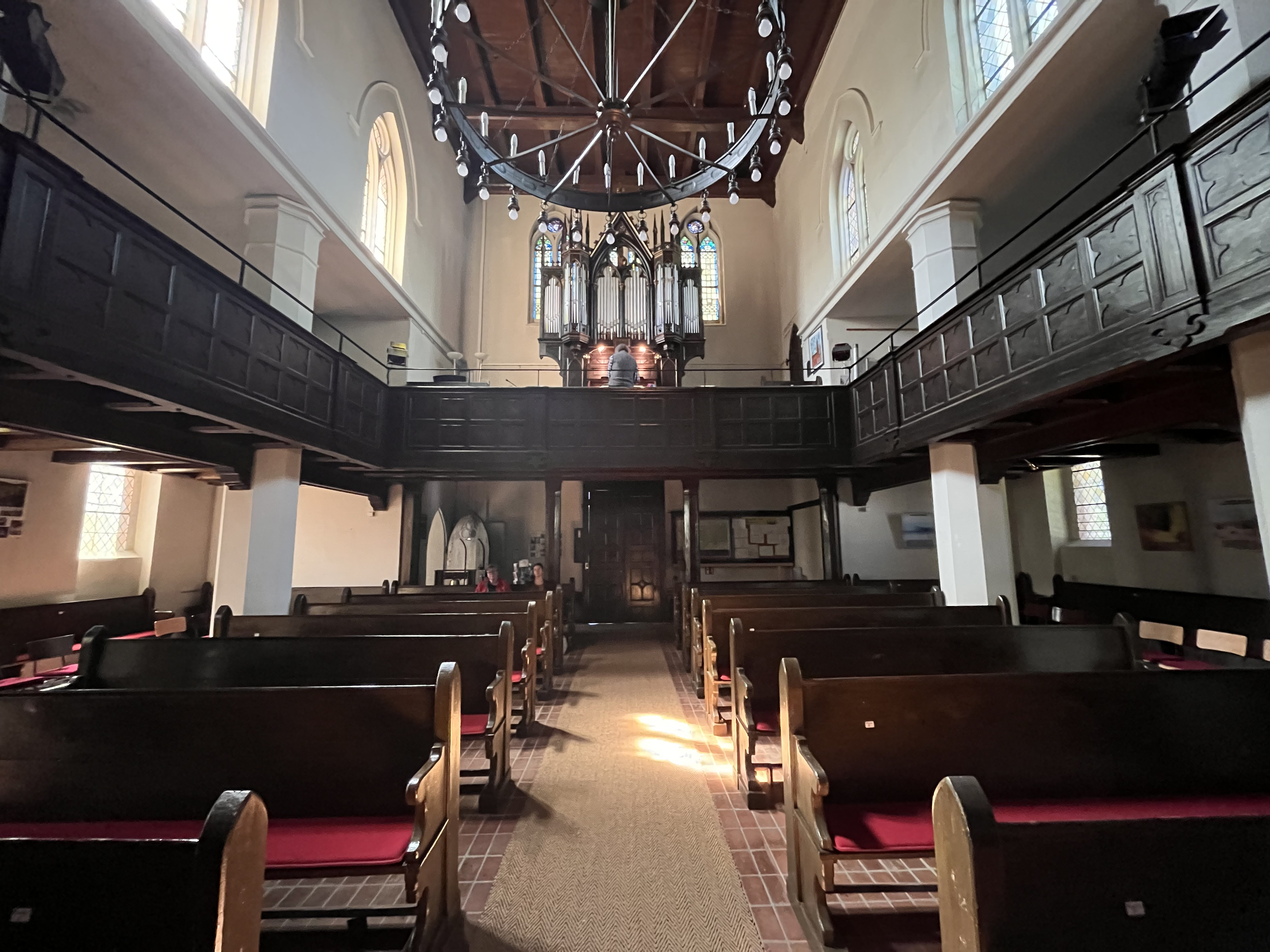
Kirchenschiff mit Blick auf die Felix Grüneberg-Orgel von 1914

Zur Ausstattung gehört neben dem Altar, der Kanzel und dem Taufbecken aus der Bauzeit der Kirche eine Holzstatue Martin Luthers aus dem 20. Jahrhundert. An der linken Chorwand ist ein Gemälde erhalten, das Ottokar Schmieder nach einer Beweinung Christi von Anthonis van Dyck kopiert hatte und das 1914 eigentlich als Altarbild vorgesehen war. Die Glasfenster stammen ebenfalls aus der Zeit des Umbaus von 1914. Sie sind Stiftungen etwa des Vaterländischen Frauenvereins Ortsgruppe Heringsdorf, des Stettiner Landgerichtsrats Ernst Badstübner, des Berliner Diakonissenhauses Bethanien, dessen Oberin Hildegard von Bethmann-Hollweg mit der Schwesternschaft und des Architektenehepaars Otto und Anna Lange aus Heringsdorf. Die Fenster wurden von Wilhelm Franke aus Naumburg geschaffen.

### Orgel
Die erste Orgel ist ein Werk des Orgelbaumeisters Friedrich Wilhelm Kaltschmidt aus Stettin von 1851. 1914 erfolgte ein Neubau hinter dem Prospekt von Kaltschmidt durch den Orgelbauer Felix Grüneberg aus Finkenwalde bei Stettin. Die Orgel hat elf Register, verteilt auf zwei Manuale und Pedal und eine elektropneumatische Spiel- und Registertraktur. Auf dem Firmenschild im Spieltisch wird sie als Opus 701 geführt. 1993 erfolgte eine Restaurierung durch Orgelbau Wolter.
| I Hauptwerk C–f3 |       |
| Principal        | 8′    |
| Quintade         | 8′    |
| Oktav            | 4′    |
| Waldflöte        | 2′    |
| Mixtur III–IV    | 2 ⁄3′ |

| II Nebenwerk C–f3 |                |
| Gedackt           | 8′             |
| Rohrflöte         | 4′             |
| Prinzipal         | 2′             |
| Terzian II        | 1 3⁄5′ + 1 ⁄3′ |

| Pedal C–d1 |     |
| Subbass    | 16′ |
| Oktavbass  | 8′  |

- Koppeln: II/I, I/P

### Geläut
Die Kirche hat zwei Bronze-Glocken aus dem Jahr 1990. Sie wurden nach Entwürfen des Glockengießermeisters Franz Schilling aus Apolda in Pößneck gegossen und tragen die Inschriften »Ehre sei Gott in der Höhe« und »Friede auf Erden«. 
Eine von zwei früheren Glocken mit der Inschrift „Heringsdorf 1847“ wurde in Stettin gegossen. Sie befindet sich im Chorraum und war wie eine weitere Glocke aus dem Turm entfernt worden, um dessen Standsicherheit zu wahren.